# Flacără

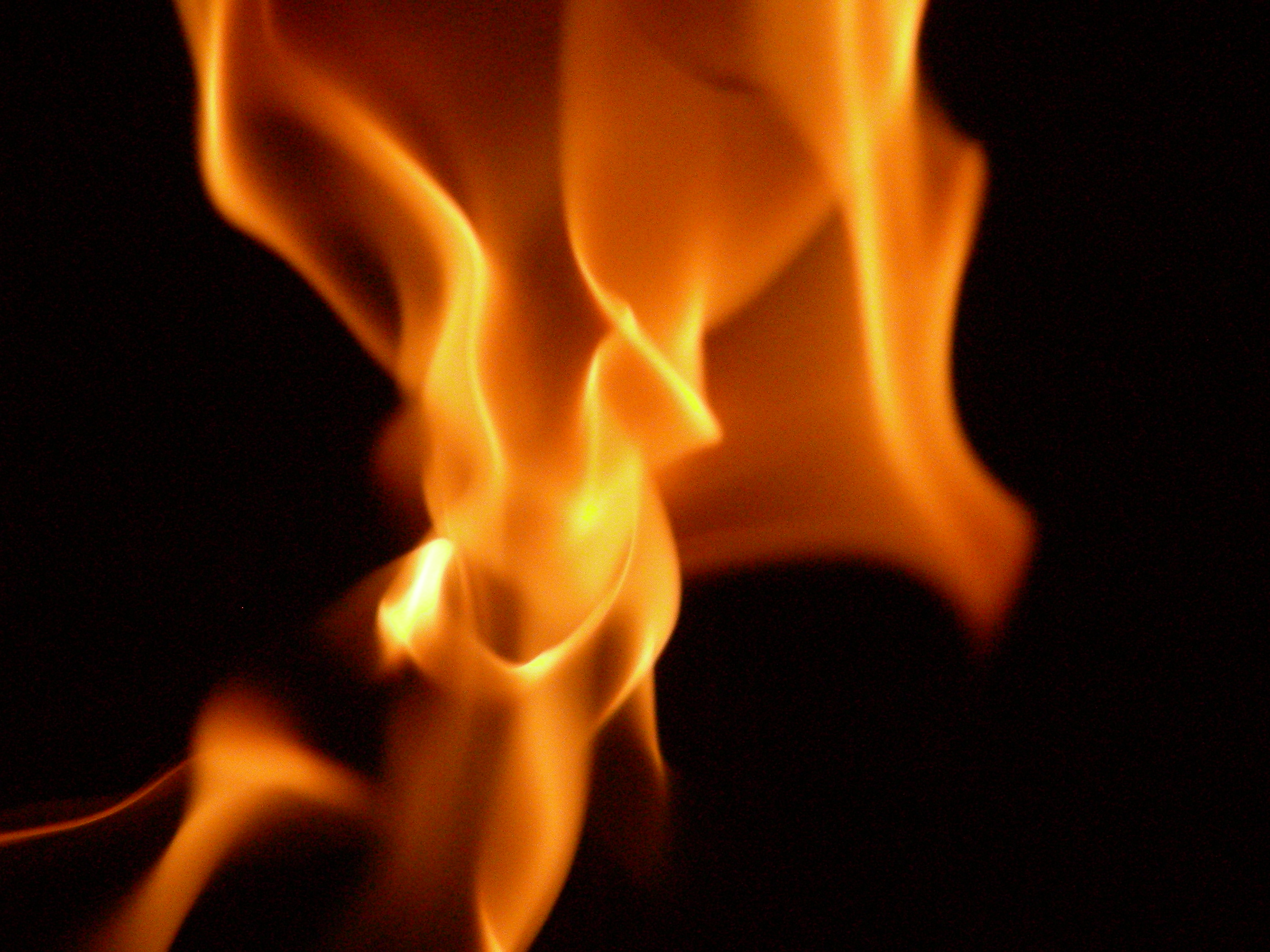
Flăcări de cărbune.

O flacără este partea vizibilă, luminoasă a unui foc. Ea ia naștere în urma unei reacții puternic exoterme (de exemplu de ardere) care are loc într-un spațiu relativ mic.
Deși unele lucrări consideră flacăra formată din gaze ionizate sub formă de plasmă, alte surse o consideră, datorită  temperaturilor nu prea mari, care produc o ionizare redusă, doar ca o masă liberă de gaze fierbinți.

## Producerea flăcării
Când, de exemplu o brichetă este apropiată de o lumânare, căldura flăcării brichetei face ca moleculele de parafină să se vaporizeze. În această stare ele pot reacționa cu moleculele de oxigen din aer, reacție exotermă care produce suficientă căldură pentru a vaporiza alte molecule de combustibil, ducînd la autoîntreținerea flăcării. Diferitele temperaturi și concentrații de combustibil și oxigen din flacără duc la formarea a numeroși produși de reacție incompletă și radicali, care reacționează unii cu alții prin reacție în lanț. Energia existentă în flacără excită electronii unor produși intermediari de reacție ce există în flacără, ca CH și C2, care emit lumină vizibilă când eliberează energia în exces. Culoarea și temperatura flăcării depinde de tipul combustibilului ars. La flăcările cinetice (v. mai jos) albastre ale hidrocarburilor în care nu există funingine lumina emisă are lungimea de undă sub 565 nm, adică este în domeniul arbastru-verzui. Iar particulele de carbon (funingine) sau alt material care se găsește în flacără emit radiații electromagnetice în funcție de temperatura flăcării conform legilor corpului negru.
Și alți oxidanți pot produce flăcări. Hidrogenul arde în clor cu flacără producând acid clorhidric (HCl) gazos. Altă reacție care produce flăcări este reacția hidrazinei (N2H4 ) și a tetraoxidului de azot (N2O4 ), folosită pentru propulsia rachetelor.

## Flăcări cinetice și difuzive

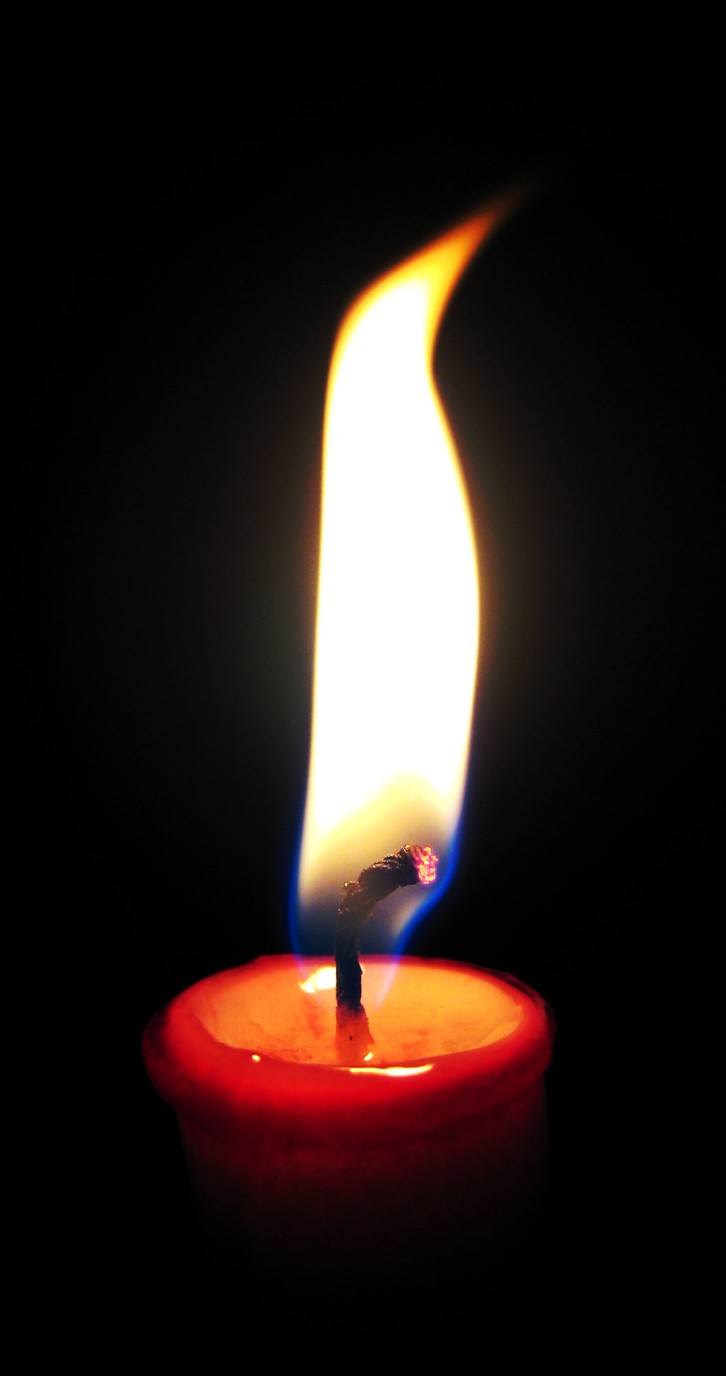
Flacăra laminară a unei lumânări.

În funcție de modul în care componentele reactante sunt puse în contact flăcările se clasifică în flăcări cinetice (engleză premixed flame) și flăcări difuzive (engleză diffusion flame).
În flăcările cinetice combustibilul și oxigenul sunt amestecate în prealabil. Rezultă flăcări scurte, transparente (deci puțin radiante) și foarte fierbinți. Un exemplu de astfel de flacără este flacăra unui bec Bunsen, în care  gazul metan arde cu oxigen în proporție  stoechiometrică. În flăcările difuzive combustibilul și oxigenul sunt introduse separat în spațiul de reacție, reacția având loc pe măsură ce reactanții vin în contact, prin difuziune. Rezultă flăcări mai lungi, luminoase (deci mai radiante) și mai reci. Un exemplu de astfel de flacără este flacăra unei lumânări. În tehnică reacția de ardere este concepută să se desfășoare continuu, reactanții fiind în fază fluidă (eventual dispersă). În funcție de modul în care  curg reactanții, flăcările pot fi laminare sau turbulente, atât pentru flăcările cinetice, cât și pentru cele difuzive.
Cinetica chimică a flăcărilor este deosebit de complexă și implică un mare număr de reacții chimice, respectiv specii chimice, adesea sub formă de radicali. De exemplu, cunoscuta schemă GRI-Mech, care descrie arderea  gazului natural, ia în considerație 53 de specii chimice și 325 de reacții elementare.

## Culoarea flăcărilor

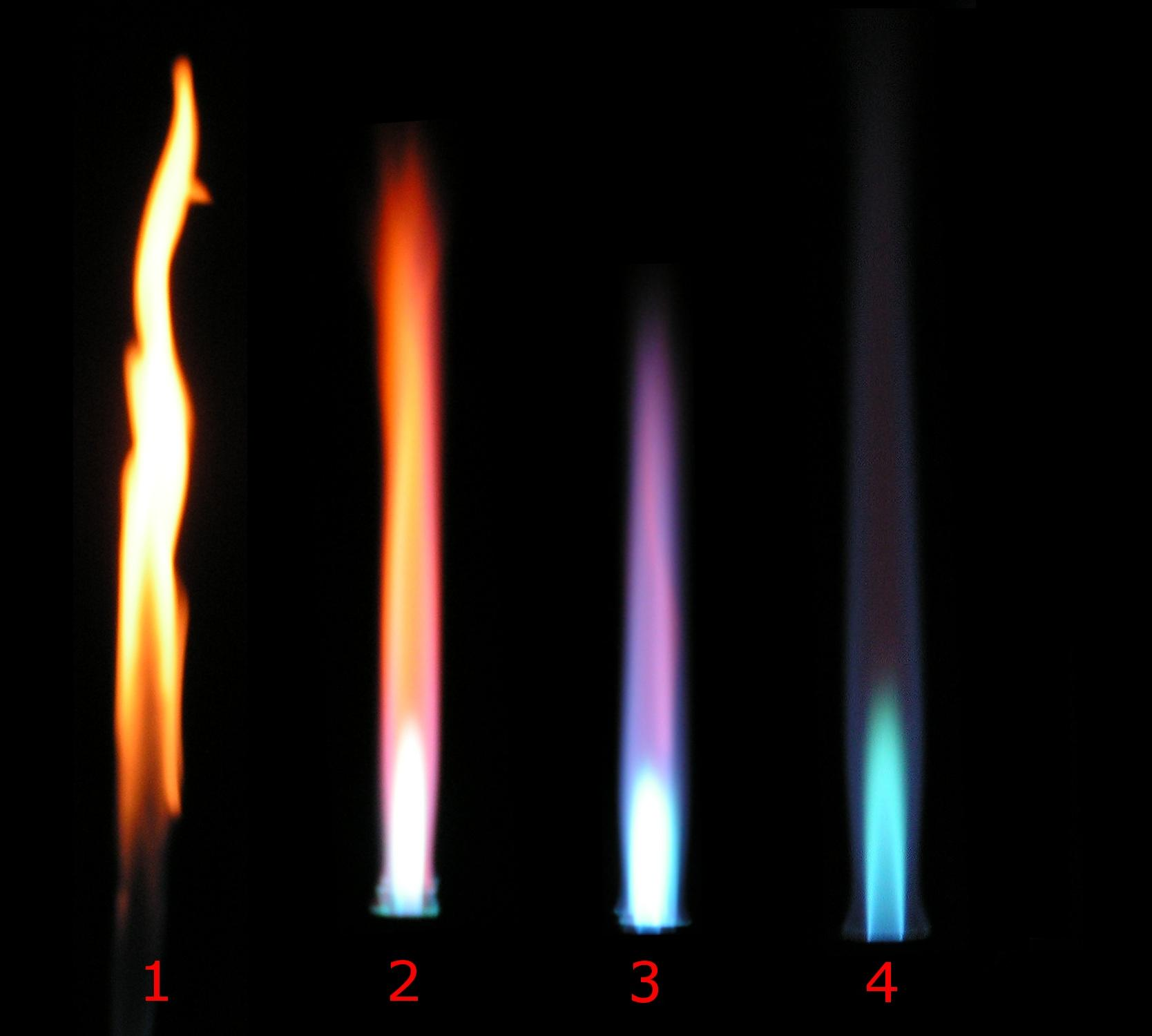
Diferite flăcări ale unui bec Bunsen în funcție de excesul de aer.

Culoarea flăcărilor depinde de temperatură conform legilor de deplasare ale lui Wien și mai puțin de emisivitatea și absorbția radiației. În cazul flăcărilor de hidrocarburi (cele mai comune) cei mai importanți factori sunt  excesul de aer și cantitatea inițială de aer cu care este amestecat combustibilul (aerul primar), factori care determină viteza de ardere, și prin asta temperatura flăcării. În laborator, în condiții de gravitație normală și cu o cantitate mică de aer primar, adică cu fanta de aer a becului Bunsen închisă, rezultă o flacără difuzivă datorită deficitului inițial de aer, cu o temperatură în jur de 1000 °C, flacără a cărei culoare galbenă este dată de radiația particulelor incandescente de carbon care se găsesc în ea sub formă de funingine (flacăra din stânga). Cu creșterea cantității de aer primar, adică pe măsură ce fanta de aer este deschisă, datorită arderii tot mai complete se produce tot mai puțină funingine, iar temperatura mai mare excită și ionizează moleculele de gaz din flacără, apărând culoarea albastră, care este dată de  benzile de radiație ale radicalilor CH și C2. Culoarea violetă nu este reală, ea datorându-se tehnicii de fotografiere.

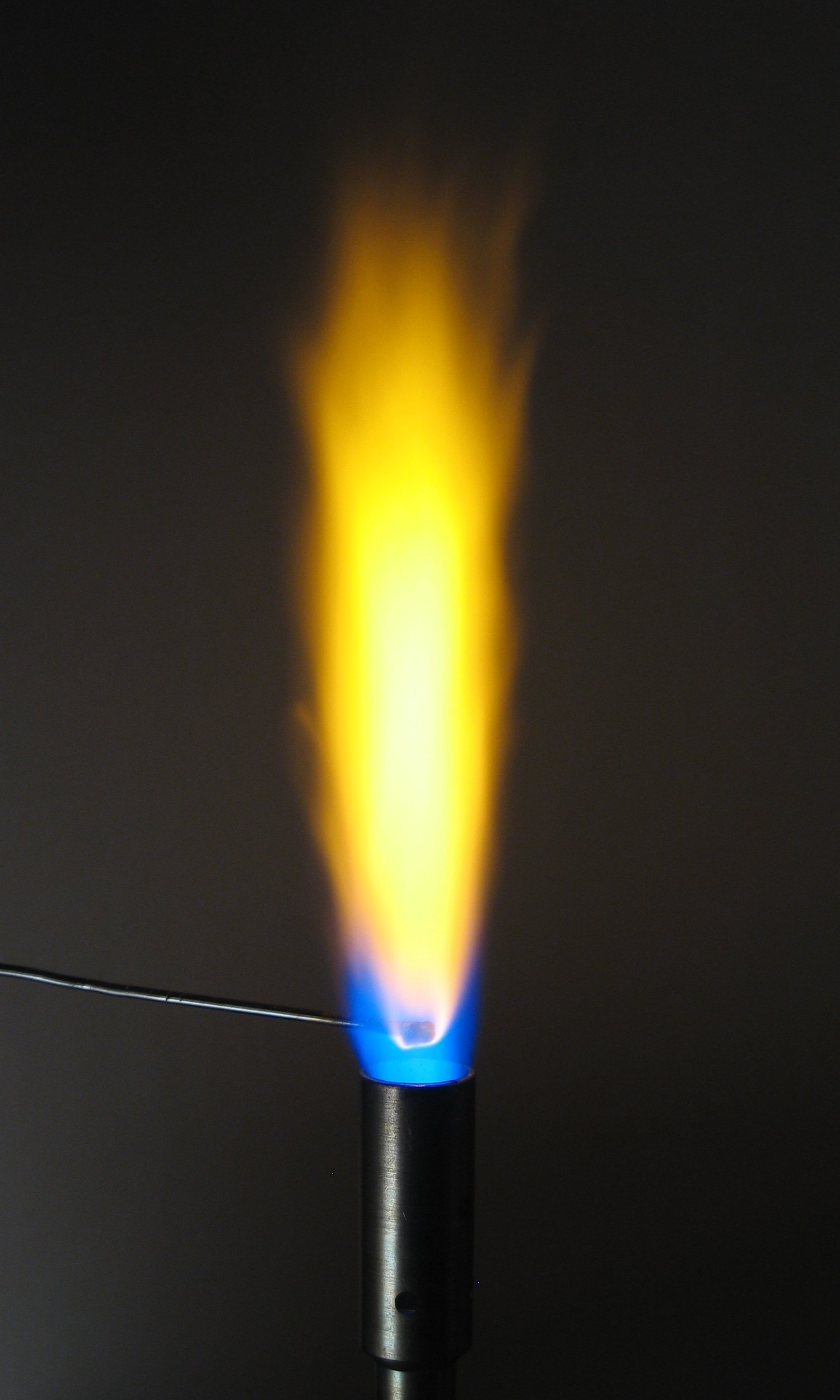
Flacără etalon de sodiu.

Exemple de temperaturi ale flăcărilor sunt lampa de benzină (1300 °C), lumânarea (1400 °C), flacăra  oxiacetilenică, mult mai caldă (3000 °C) sau flacăra cianului (4525 °C).
Cea mai rece parte a flăcării este cea inițială, roșie, datorită arderii incomplete, care, pe măsură ce flacăra se dezvoltă și temperatura crește, trece în portocaliu, galben și alb. Culoarea albastră apare în zonele unde funinginea dispare, iar culoarea dată de radiația radicalilor devine dominantă.
În flacăra din dreapta culoarea galbenă nu este dată de radiația particulelor de funingine conform corpului negru (flacăra este de tip cinetic), ci provine din liniile spectrale de emisie ale sodiului (în special liniile D).

## Flăcări în microgravitație

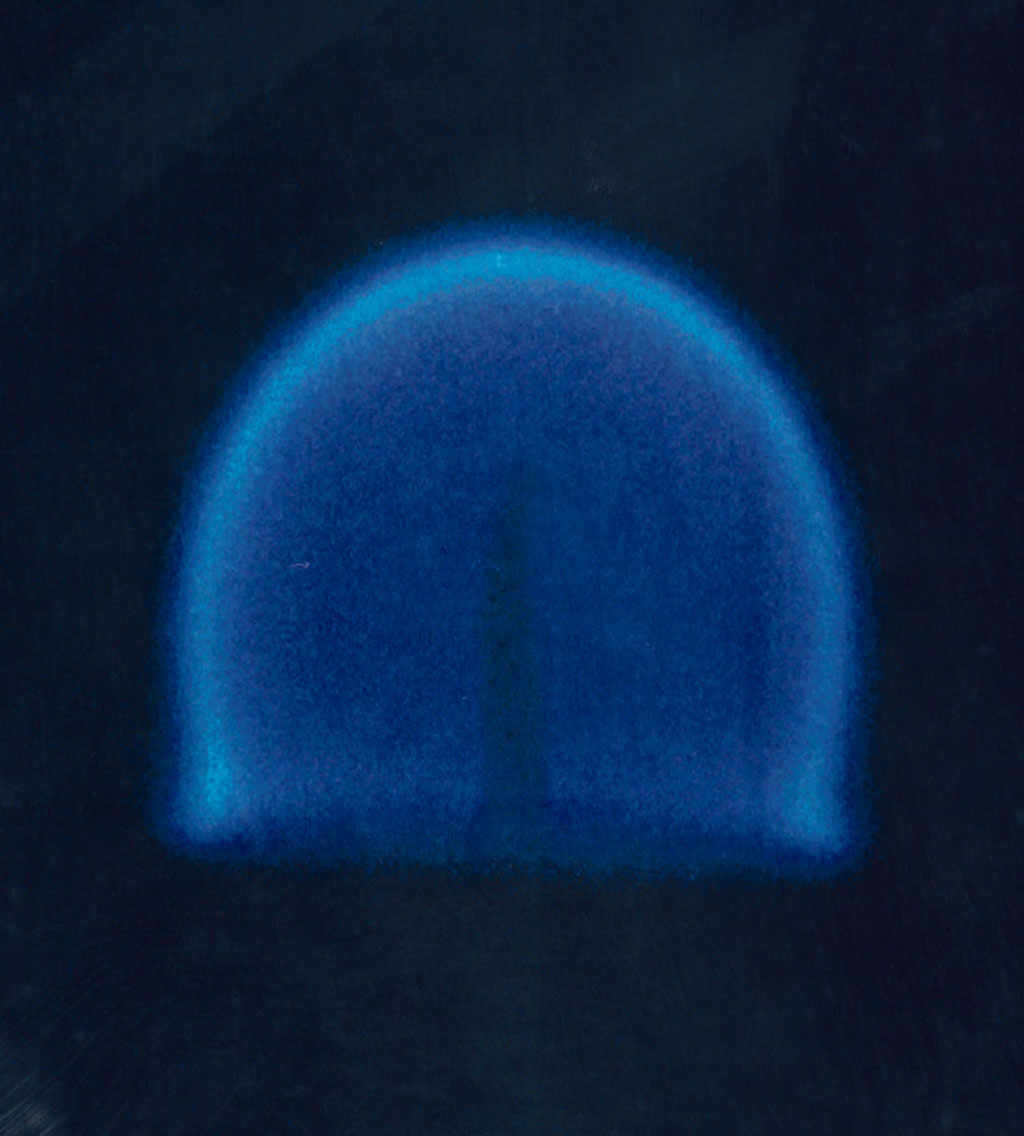
Flacără sferică în condiţii de microgravitaţie.

Experiențele NASA începând cu anul 2000 au demonstrat rolul gravitației asupra flăcărilor. Forma flăcării în condiții de gravitație normală depinde de convecție, care transportă funinginea spre vârful flăcării, care devine astfel galben. În microgravitație convecția nu îndepărtează gazele de ardere, rezultând un front de flacără sferic. Culoarea tinde spre albastru, ceea ce demonstrează că arderea este mai bună. Una din posibilele explicații este că temperatura flăcării este mai uniformă, nu se formează funingine, iar arderea este completă.
Un video cu o flacără în condiții de microgravitație în experiența Glenn 5 a NASA.